# Christian Sevenheck

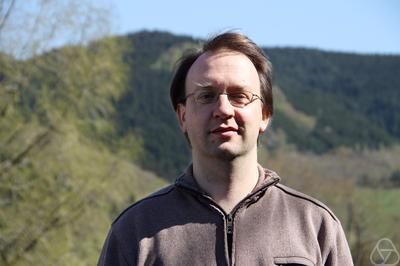
Christian Sevenheck, 2015

Christian Sevenheck (* 15. November 1974 in Görlitz) ist ein deutscher Mathematiker und Hochschullehrer.

## Werdegang
Christian Sevenheck legte 1994 das Abitur am Heinrich-Hertz-Gymnasium in Berlin ab. Anschließend studierte er Mathematik mit Nebenfach Physik an der Universität Düsseldorf, wo er sein Diplom in Mathematik erhielt, und wurde 2003 an der Universität Mainz promoviert. Forschungsaufenthalte führten ihn an die École polytechnique sowie mit einem Forschungsstipendium der Deutschen Forschungsgemeinschaft (DFG) an die École Normale Supérieure in Paris. Von 2004 bis 2010 war er wissenschaftlicher Assistent an der Universität Mannheim und habilitierte sich dort 2009. Im Jahr 2010 forschte er als Heisenberg-Stipendiat der DFG und erhielt 2011 den Von Kaven-Preis.
Sevenheck ist seit 2014 Professor für Algebra an der Fakultät für Mathematik der Technischen Universität Chemnitz.

## Forschungsschwerpunkte
- Frobenius-Mannigfaltigkeiten
- Twistor-Strukturen, tt*-Geometrie
- Hodge-Theorie, nicht-kommutative und irreguläre Aspekte
- D-Moduln, hypergeometrische Systeme, Bernsteinpolynome
- Spiegelsymmetrie
- Deformationstheorie
- nicht-isolierte Singularitäten[5]

## Schriften (Auswahl)
- mit Duco van Straten: Deformation of singular Lagrangian subvarieties. In: Mathematische Annalen 327, Nr. 1, S. 79–102, 2003.
- mit Claus Hertling: Limits of families of Brieskorn lattices and compactified classifying spaces. In: Advances in Mathematics 223, Nr. 4, S. 1155–1224, 2010. Download.
- mit Thomas Reichelt: Non-affine Landau-Ginzburg models and intersection cohomology. In: Annales scientifiques de l’École normale supérieure (4) 50, Nr. 3, S. 665–753, 2017.
- mit Luis Narváez Macarro: Tautological systems and free divisors. In: Advances in Mathematics 352, S. 372–405, 2019.

## Preise
- 2011: Von Kaven-Preis[6]